# Karol Skaszewski
Karol Skaszewski herbu Grabie (zm. przed 2 kwietnia 1685 roku) – wojski bielski od 1653 roku.
Był elektorem Michała Korybuta Wiśniowieckiego z ziemi bielskiej w 1669 roku. W 1674 roku był elektorem Jana III Sobieskiego i posłem na sejm elekcyjny z ziemi bielskiej.